# Alfred Gustaf Ahlqvist
Alfred Gustaf Ahlqvist (* 17. Juni 1838 auf Öland; † 26. März 1881 in Växjö) war ein schwedischer Historiker und Schriftsteller.

## Leben
Ab 1864 war er als Dozent in Uppsala tätig, später arbeitete er als Gymnasialoberlehrer in verschiedenen schwedischen Städten. Parallel zu seiner pädagogischen Tätigkeit befasste er sich mit der schwedischen Geschichte im Reformationszeitalter einschließlich intensiver Recherche- und Forschungsarbeiten in schwedischen und ausländischen Archiven. Testamentarisch vermachte er seinen historischen Forschungsnachlass dem schwedischen Reichsarchiv.

## Werke
- Om oroligheterna i Småland och Vestergötland 1529 (preisgekrönt, Ups. 1863)
- Om aristokratiens förhållande till konungamakten under Johan IIIs regering (das. 1864–66, 2 Bde.)
- Karin Månsdotter (Stockh. 1874 Monographie)
- Konung Erik XIVs sista lefnadsår (2. umgearb. Aufl., das. 1878)